# Cashinahua
Los cashinahua, kaxinawa o huni kuin (autónimo, que significa ‘gente verdadera’) son un pueblo indígena del occidente de la Amazonia, que habita desde el piedemonte de los Andes, en Perú, hasta la frontera el estado del Acre y sur del Amazonas, abarcando su territorio del Alto Yuruá, el Purús y el valle del Yavarí. Esta etnia se autodenomina huni kuin y hablan el idioma cashinahua que forma parte de la familia lingüística pano.

## Economía
Los hombres preparan los terrenos para la siembra de la chagra y cazan, considerándose verdaderos cazadores después de cazar una danta, un venado o un pecarí. Se ocupan también de la defensa del grupo y de la pesca con anzuelos y con flechas. Las mujeres pescan con trampas y barbasco, recolectan productos de la selva, cosechan, hilan el algodón, siempre presnte en las chagras, además de los productos alimenticios, y las fibras de palmas y fabrican las telas y tejidos, además de encargarse de la mayoría de labores de cocina.